# Склеродерма новорођенчета
Склеродерма новорођенчета (СН) је ретка секундарна неонатална аутоимуна болест коју карактерише неонатална појава еритематозних лезија коже линеарног изгледа које постепено постају индуриране и хиперпигментиране са прогресивно присутном атрофијом коже. Позитивна серумска антитела (посебно антинуклеарна антитела и/или реуматоидни фактор) могу бити повезани са СН.

## Опште информације
Неонаталне или аутоимуне болести  новорођенчета су изразито ретке. Већина неонаталних аутоимуних болести је резултат трансплаценталног преноса мајчиних антитела усмерених против феталних или неонаталних антигена у различитим ткивима.  Патофизиолошка основа развоја аутоимуности новорођенчета није сасвим јасна, али разлике у имуном систему новорођенчади у односу на имуни систем одраслих, као и јединствене карактеристике циљних антигена у периоду новорођенчета могу бити важни фактори. Неонатални лупус је најчешћа манифестација аутоимуности код новорођенчета. Али карактеристике које дефинишу неонатални лупус нису добро дефинисане и презентација неонаталног лупуса се разликује од класичног лупуса. Остале неонаталне аутоимуне болести које укључују интеракцију између мајчиних антитела и феталних/неонаталних антигена укључују неонатални антифосфолипидни синдром, Бехчетову болест , неонаталну аутоимуну болест штитне жлезде, неонатални полимиозитис и дерматомиозитис и неонаталну склеродерму.

## Клиничка слика
Код деце, склеродерма обично почиње са мрљастим променама боје коже, које су понекад праћене болом у зглобовима или отоком. Како болест напредује, мрље на кожи постају отврднуте и воштане, а на крају постају смеђе или беле.
Деца са системском склеродермијом често доживљавају Рејнаудов синдром, у којем њихови прсти утрну или обезбоје када су изложени хладноћи или стресу. Остали симптоми могу укључивати отечене прсте, болове у мишићима, наслаге калцијума испод коже или укочене зглобове због затегнутости коже. У тешким случајевима може доћи до диспнеје или отежаног гутања.

## Дијагноза
Дијагноза СН се поставља на основу анамнезе и клиничког прегледа од стране дечијег реуматолога и дијагностичких тестова засниваних на симптомима које  дете доживљава и могу укључивати:
- Тестови крви и урина - који могу открити одређене врсте аутоантитела
- Тестови имиџинга - као што су рендген, МРИ и ЦТ, који дају слике унутрашњих структура и органа и могу открити било какве промене
- Биопсија коже - која омогућава детаљно испитивање узорка коже под микроскопом
- Ехокардиограм - који користи ултразвучно снимање за преглед структуре срца
- Тест плућне функције ј- који се користи за утврђивање дисањјних функција плућа

## Терапија
Лекари праве план лечења на основу тежине стања детета. Циљ лечења склеродерме је заустављање упале пре него што изазове трајно задебљање коже или другог ткива. За децу са системском склеродермијом, додатни циљ је спречавање захватања органа.
Третман може укључивати:
- Лекове, који укључују кортикостероиде, метотрексат и друге имуномодулаторе. Они се могу прописати орално, локално или интравенозно (кроз вену).
- Креме за кожу
- Заштита коже од повреда и екстремне хладноће (посебно за децу која имају Рејноов феномен)
- Физикална терапија

План лечења укључује и редовне посете реуматологу ради праћења прогресије болести.
У случајевима локализоване склеродерме, лечење може трајати неколико година. Локализована склеродерма ретко постаје системска склеродерма.

## Прогноза
Деца са склеродермијом која је захватила бубреге, плућа или срце имају већи ризик од компликација. Са раном дијагнозом и лечењем, могуће је да болест оде у ремисију (без симптома) годинама.